# Bascha Mika
Bascha Mika (* 17. ledna 1954) je německá novinářka a publicistka. Od roku 1998 do července 2009 byla šéfredaktorkou deníku Die Tageszeitung. Od dubna 2014 zastává stejnou funkci ve Frankfurter Rundschau.

## Život
Narodila se v roce 1954 v Komprachticích u Opolí v Horním Slezsku. V roce 1959 se její rodina přestěhovala do Cách v západním Německu. Po absolvování školy se zaučovala v bance. Tři roky pracovala v Deutsche Bank.
Poté studovala na univerzitách v Bonnu a Marburku. Během studia pracovala v rozhlase a v různých novinách.
Ve svých třiceti letech změnila profesi na žurnalistiku. V roce 1988 začala pracovat pro deník Die Tageszeitung. O deset let později se stala jednou z šéfredaktorek a v roce 1998 se stala jedinou šéfredaktorkou. Z novin odešla v polovině července 2009.
Od roku 2007 působí jako profesorka na berlínské Vysoké škole umění. Po následném odchodu se stala šéfredaktorkou deníku Frankfurter Rundschau.